# Hydroptila bureschi
Hydroptila bureschi är en nattsländeart som beskrevs av Kumanski 1972. Hydroptila bureschi ingår i släktet Hydroptila och familjen smånattsländor. Inga underarter finns listade i Catalogue of Life.